# خضر الأحمد
خضر الأحمد (1350 - 1445 هـ / 1932 - 2023 م)، من علماء الرياضيات وكبار أساتذتها في الجامعات العربية، فلسطيني- سوري، له مؤلفاتٌ وترجماتٌ وعناية بتعريب مصطلحات الرياضيات. وأستاذٌ باحث في جامعة كولورادو سبرينغز وجامعة جنوب كاليفورنيا، وباحث مشارك في المركز الدَّولي للفيزياء النظرية في تريستا. وعضو لجنة مصطلحات الرياضيات في مجمع اللغة العربية بدمشق.

الدكتور خضر الأحمد في شبابه

## ولادته ودراسته
ولد خُضر بن حامد الأحمد في يوم الجمعة 22 من شعبان 1350هـ الموافق 1 يناير (كانون الثاني) 1932م، في مدينة حَيفا بفلسطين. ثم اضطُرَّ في إثر نكبة فلسطين عام 1948 للنزوح إلى سورية مع أخيه وهو ابن ستَّ عشرةَ سنة، فأقام في دمشق وأكمل تعليمَه فيها، وحصل على شهادة الثانوية العامَّة بترتيب الأول على القُطر السوري.
رغب في دراسة الرياضيات والفيزياء فانتسب إلى كلية العلوم بجامعة دمشق، ومنها حصل على إجازة في العلوم الرياضية والفيزيائية عام 1954م بمرتبة الأول على الكلية، ثم حصل على دبلوم في التربية من كلِّية التربية بجامعة دمشق عام 1955م. ثم ابتُعثَ لإكمال دراساته العليا في الاتحاد السوفيتي، فحصلَ على دكتوراه في الرياضيات بتخصُّص (الميكانيك السَّماوي)، من جامعة موسكو الحكومية عام 1964م. وكان هذا التخصُّص من التخصُّصات النادرة، وليس له من تطبيقات عملية إلا في أمريكا وروسيا، وبين الدولتين العُظمَيين سباقٌ في تطويره.
وفي جامعة موسكو عرَفَ زميله الدمشقي مكي الحسني الجزائري الذي كان يحضِّر بحثَه لنيل درجة الدكتوراه في الفيزياء النووية، وهو الآن الأمين العام لمجمع اللغة العربية بدمشق، وتوطَّدت الصلةُ بينهما واستمرَّت صداقتهما وثيقةً على مدار السنين إلى وفاة الدكتور خضر. وممَّن رافقه في موسكو من الطلاب الذين غدَوا من كبار الأساتذة في تخصُّصاتهم: د. مصطفى حموليلا (دكتوراه في الأطياف الذرِّية)، ود. حافظ جنيد (دكتوراه في الكيمياء الحيوية)، ود. غالب سيدا (دكتوراه في بترولوجيا الصخور النارية والاستحالية)، ود. أنور الإمام (دكتوراه في الجيوفيزيا)، ود. أحمد ديب دشاش (دكتوراه في الطب الصناعي)، ود. دعد الحسيني (دكتوراه في علم المرونة)، ود. وليد حمودة (دكتوراه في طب الأسنان).
أتقن الدكتور خضر اللغة الروسية والإنكليزية وألمَّ بالفرنسية، إضافةً إلى لغته الأمِّ العربية.

## عمله ووظائفه
بعد حصوله على الدكتوراه عاد إلى دمشقَ مدرِّسًا في جامعتها التي تخرَّج فيها، وتدرَّج في مراتبها على مدار ثلاثة عقود من عام 1965م إلى تقاعده عام 1995، وحصل على مرتبة الأستاذية (بروفيسور) عام 1980م.
أُعيرَ إلى جامعة الملك سعود في مدينة الرياض بالمملكة العربية السعودية خمس سنين على مرحلتين؛ الأولى في أواخر سبعينيات القرن العشرين، والأُخرى في أواسط الثمانينيات، وألَّف لطلَّابها بعضَ الكتب الجامعية. وعمل أستاذًا باحثًا في جامعة كولورادو سبرينغز وجامعة جنوب كاليفورنيا في الولايات المتحدة الأمريكية عام 1986م في سنة التفرُّغ الأكاديمي، وباحثًا مشاركًا في المركز الدَّولي للفيزياء النظرية في تريستا بإيطاليا من 1991 إلى 1995م. وعمل خبيرًا ومستشارًا في مجموعة دعبول الصناعية بدمشق من 1995 إلى 2012م.
وجاءته عروضٌ كثيرة مُغرية من جامعات عالمية في أمريكا وروسيا، فكان يعتذر ويفضِّل البقاء في مدينته الأثيرة دمشق، مدرِّسًا لطلَّاب جامعتها.
وله مشاركةٌ في عدَّة مؤتمرات وندَوات وجلَسات عمل في: سورية والأردُنِّ والسعودية وإيطاليا والولايات المتحدة.
وهو عضو هيئة تحرير مجلَّة جامعة دمشق، وعضو لجنة مصطلحات الرياضيات في مجمع اللغة العربية بدمشق، وقد أُلِّفَت اللجنةُ أواخر عام 2009م من الأعضاء: مكي الحسني الأمين العام للمجمع، وموفق دعبول عضو المجمع (رئيسًا للجنة)، ومروان البوَّاب عضو المجمع ونائب الرئيس حاليًّا، وخضر الأحمد خبيرًا، وبشير قابيل خبيرًا. ومهمة اللجنة وضعُ المقابلات المناسبة لمصطلحات الرياضيات الأجنبية، وإبداء الرأي فيما يردُ إلى المجمع من الجامعات والمؤسسات الأُخرى من مصطلحات مع مقابلاتها.
غادر دمشق عام 2012 ملتحقًا بأبنائه في ألمانيا، إلى وفاته.

## كتبه وآثاره

#### في التأليف:
1. دراسة نظرية ومسائل في الرياضيات المعاصرة: البُنى الجبرية، بالاشتراك مع أ.د. موفق دعبول، وأ.د. عادل سودان، وأ.د. محمد سعيد البرني، مؤسسة الرسالة، بيروت 1971م.
2. المدخل إلى التحليل الرياضي، جامعة الملك سعود، الرياض 1979م.[7]
3. أسس الميكانيكا السَّماوية، جامعة الملك سعود، الرياض 1981م.
4. الأسسُ المعاصرة للهندسة التحليلية، من منشورات جامعة دمشق.
5. التحليل 3 (التحليل الحقيقي لمتغيِّر واحد)، من منشورات جامعة دمشق.
6. التحليل 4 (التحليل الحقيقي لعدَّة متغيِّرات)، من منشورات جامعة دمشق 1983م.
7. مبادئ الطبولوجيا العامَّة، من منشورات جامعة دمشق 1983م.
8. الساحة العُقَدية، بالاشتراك مع عادل سودان، وموفق دعبول، سلسلة الرياضيات العالية، مؤسسة الرسالة، بيروت 1992م.
9. الأسسُ المعاصرة للهندسة التحليلية مع مقدِّمة في الهندسة غير الإقليدية، مؤسسة الرسالة، بيروت 2001م.
10. معجم مصطلحات الرياضيات، بالاشتراك مع موفق دعبول، وأ. مروان البوَّاب، وأ.د. محمد بشير قابيل، مجمع اللغة العربية بدمشق، 2018م.[8]
11. مسرد معجم مصطلحات الرياضيات (إنكليزي - عربي)، لجنة مصطلحات الرياضيات في مجمع اللغة العربية بدمشق، 2018م.[9]
12. مسرد معجم مصطلحات الرياضيات (عربي - إنكليزي)، لجنة مصطلحات الرياضيات في مجمع اللغة العربية بدمشق، 2018م.[10]

#### في الترجمة:
1. المدخل إلى التحليل الدالِّي وتطبيقاته، تأليف إيروين كريزيك، جامعة دمشق، 1985م.[11]
2. الرياضيات المدرسية في التسعينات، تأليف جيفري هوسون، وبراين ويلسون، ترجمه بالاشتراك مع موفق دعبول، مراجعة: أ.د. عدنان الحموي، مؤسسة الكويت للتقدُّم العلمي، إدارة التأليف والترجمة والنشر، 1992م.
3. العدد: من الحضارات القديمة حتى عصر الكمبيوتر، تأليف جون ماكليش، ترجمه بالاشتراك مع موفق دعبول، مراجعة: أ.د. عطية عاشور، سلسلة عالم المعرفة، الجزء 251، المجلس الوطني للثقافة والفنون والآداب بالكويت، 1999م.[12]
4. الرياضيات والشكل الأمثل، تأليف ستيفان هيلدبرانت، وأنتوني ترومبا، ترجمه بالاشتراك مع عدنان الحموي، مؤسسة الكويت للتقدُّم العلمي، إدارة التأليف والترجمة والنشر، 2000م.
5. اختلاف المنظر النجمي: السِّباق إلى قياس الكون، تأليف ألان و. هيرشفيلد، مكتبة العبيكان بالرياض، 2003م.
6. الإستراتيجيات الحديثة للإدارة والأعمال، ملخصَّات كتب وبحوث مختارة، مجموعة في سلسلة من ثلاثة أجزاء، منشورات دائرة البحث والتطوير في شركة مدار ألمنيوم، مجموعة دعبول الصناعية، ج1/ 2005م، وج2/ 2008م، وج3/ 2010م.
7. مدير الأحلام، تأليف ماثيو كيلي، ضِمنَ سلسلة الإستراتيجيات الحديثة للإدارة والأعمال.

وصفَ تلميذُه موجِّهُ مادَّة الرياضيات في سورية وعضوُ لجنة تطوير المناهج في وِزارة التربية السورية سابقًا الأستاذ الراحل عبد المجيد الحجِّي، ترجمتَه لكتاب "المدخل الى التحليل الدالِّي وتطبيقاته" لمؤلِّفه إيروين كريزيك، بأنه: «من أجود الترجمات العلمية، حتى إن القارئ لا يشعر أن الكتاب مترجَم». ووصف أستاذه أيضًا بقوله: «أحبَّه كلُّ من درس عنده، وتأثَّروا به وبأسلوبه المميَّز في التدريس».

#### أعمال علمية أُخرى
- نشر بحوثًا علمية في الميكانيك السَّماوي، والنظُم الدينامية.
- شارك في تأليف بعض كتب الرياضيات للمرحلة الثانوية في المدارس العربية.
- شارك في ترجمة مقالات (مجلَّة العلوم) التي تصدُر عن مؤسسة الكويت للتقدُّم العلمي.
- كتب 23 مادَّةً للموسوعة العربية الصادرة عن هيئة الموسوعة العربية في سورية، وهي: براهي تيخو، علم التحريك، أورانوس، الرياضيات المعاصرة، زُحَل، البتَّاني، الثقب الأسود، الشمس، الإحداثيات الفلكية، علم التنجيم، التكامل، الزُّهَرة، البطروجي، دائرة البروج، الطبولوجيا، علم التحرك، الأعداد الطبيعية، تطوُّر الرياضيات، الدالَّة (التابع)، السماء، البيروني، بلوتو، الميكانيك السَّماوي.[13]

## صفاته

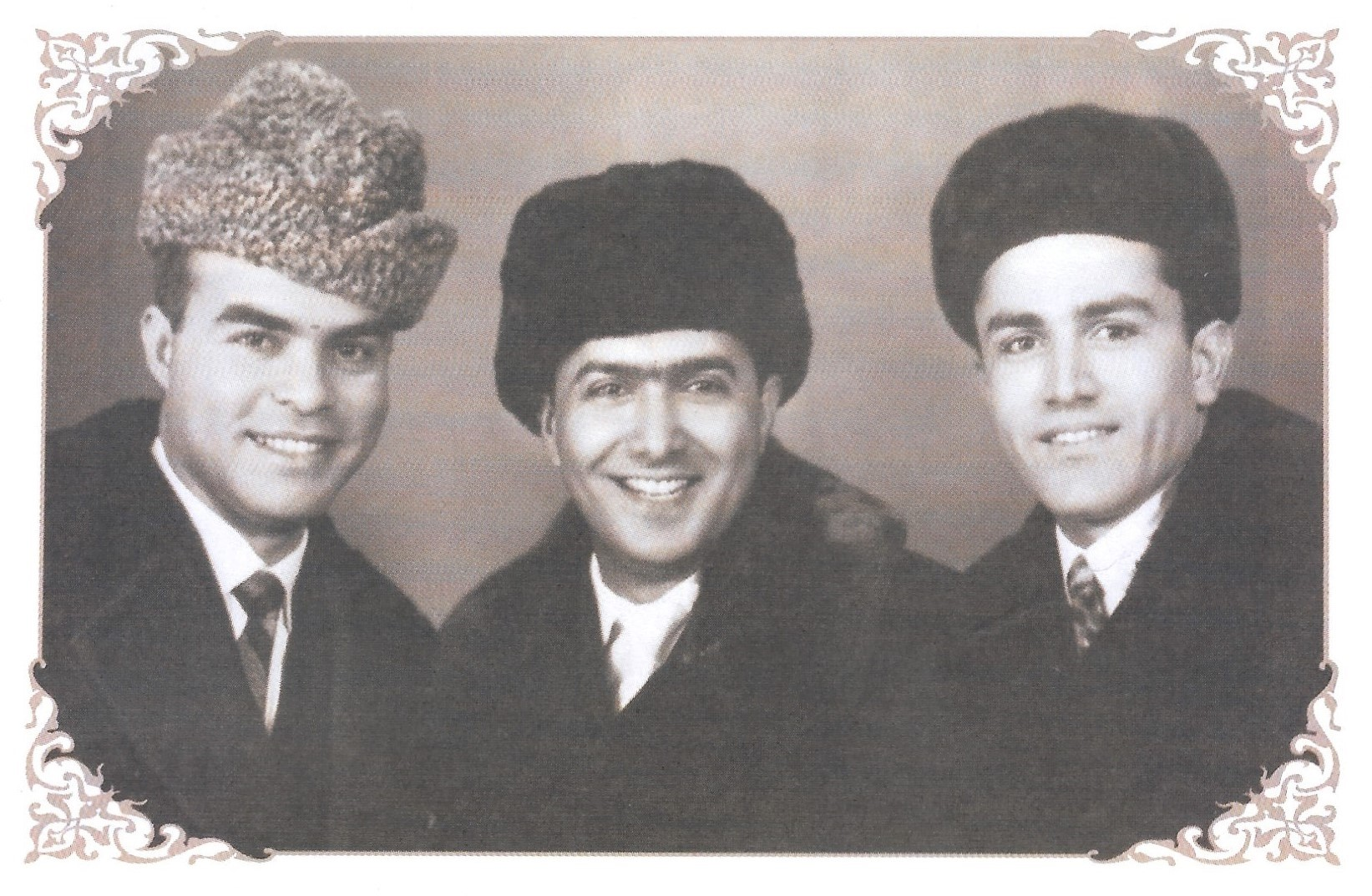
من أعلام الفيزياء والرياضيات في سورية الدكتور مكي الحسني، والدكتور مصطفى حمو ليلا، والدكتور خضر الأحمد، في موسكو 1964م

عُرف خضر الأحمد بالخُلق الرفيع وعفَّة اللسان، وكان لطيفَ المعشر، كريمًا سخيًّا واصلًا لأرحامه الأدنَين والأبعَدين، مرحًا مسالمًا، زاهدًا في المناصب والتصدُّر.
قال في وصفه الأستاذ الكاتب فوَّاز تللو: « لم أسمعه طَوالَ ثلث قرن يلفظ كلمةً نابية، ولم أسمع منه شتيمةً مهما صغُرت لأحد مهما كان الظرف، وكان دائمًا دبلوماسيًّا لطيفًا مع كل من حوله ومن قابله في أي ظرف، ولم أسمعه يومًا يعلو صوتُه لأي سبب. وكان كريمًا معينًا ماديًّا بصمت لكثيرين من صلة رحمه القريبين والبعيدين. وذا شخصية مسالمة مرحة وثقافة عامة واسعة، بعيدًا عن أي عصبية طائفية أو قومية، مسلم يؤدِّي فروضه بعيدًا عن أي تشدُّد، من عاشقي الموسيقا العربية الأصيلة كما الموسيقا الكلاسيكية الغربية، كريمًا مع عائلته التي جابَ بها العالمَ سياحةً وأعطاها من السعادة والرفاهية دائمًا ما استطاع. وزهد دائمًا في المناصب ومتطلَّباتها المقيِّدة وحبِّ الظهور، معتذرًا عن ترؤُّس قسم الرياضيات في جامعة دمشق، وغيره من المناصب».

## أسرته
تزوَّج خضر الأحمد بالسيِّدة الدمشقية نهلة بازرباشي عام 1966م، ولديه منها ابنٌ وابنتان، هم: طبيب الأسنان حامد الأحمد الحاصل على ماجستير في جراحة اللِّثَة وماجستير في تِقنيَّات الحاسوب، والصَّيدلانية رفيف المتزوجة بالكاتب المعارض الأستاذ فوَّاز تللو، ورَزان الحاصلة على بكالوريوس في علم المكتبات.

## وفاته
توفي خضر الأحمد في العاصمة الألمانية برلين، يوم الجمعة 14 ربيع الأول 1445هـ الموافق 29 سبتمبر (أيلول) 2023م. ودُفن في المَقبَرة الإسلامية في بانكو في صباح يوم الثلاثاء 25 من ربيع الأول 1445هـ الموافق 10 أكتوبر (تشرين الأول) 2023م. ونعاه مجمعُ اللغة العربية بدمشق في موقعه الرسمي.

## الملاحظات
1. ↑  حافظة للقرآن من الداعيات، وُلدت عام 1938، وتوفيت في 23 من ربيع الأول 1430هـ الموافق 19 مارس (آذار) 2009م

## وصلات خارجية
- د. خضر الأحمد عضو لجنة مصطلحات العلوم الرياضية، موقع مجمع اللغة العربية بدمشق.
- رحيل أحد عمالقة الرياضيات وروَّادها الدكتور خضر الأحمد، د. هاني بن محمد مكي الحسني الجزائري، شبكة الألوكة.